# Tumbotino
Tumbotino (ros. Тумботино) – osiedle typu miejskiego w Rosji, w obwodzie niżnonowogrodzkim, w rejonie pawłowskim. W 2010 liczyło 7300 mieszkańców.